# 굵은엄지손가락박쥐속
굵은엄지손가락박쥐속(Glischropus)은 애기박쥐과에 속하는 박쥐 속의 하나이다. 4종으로 이루어져 있다.

## 하위 종
- 검은굵은엄지손가락박쥐 (Glischropus aquilus) (Görföl, Wiantoro, Kingston, Bates & Huang, 2015)
- 인도차이나굵은엄지손가락박쥐 (Glischropus bucephalus)[3]
- 자바굵은엄지손가락박쥐 (Glischropus javanus) Chasen, 1939
- 굵은엄지손가락박쥐 (Glischropus tylopus) (Dobson, 1875)
  - G. t. tylopus
  - G. t. batjanus